# 島史
《島史》（巴利文：Dīpavamsa，另有中文譯名《島王統史》、《洲史》），斯里蘭卡最早的編年史詩體歷史文獻，採用巴利文寫成，作者不詳，大約成書於公元4至5世紀。

## 編撰背景
據學者韓廷傑的說法，公元前一世紀斯里蘭卡上座部和大乘佛教分裂（應是指赤銅鍱部大寺派和無畏山寺派之紛爭），上座部大寺派為了便於弘法，並確立自己的正統地位，而著手編寫《島史》。其佛教義理觀點有明顯抬高上座部的傾向，對研究原始佛教頗具史料價值。而《島史》的取材，則是僧伽羅文的《義疏》。

## 內容
《島史》一共二十二章：
- 第一章（「調伏夜叉」）至第二章（「調伏龍與懸記」），簡述佛陀生平及三次到斯里蘭卡弘法的傳說。
- 第三章（「摩訶三摩多王系」），講述摩訶三摩多王世系和佛教開創者釋迦牟尼的家世。
- 第四章（「第一、第二次結集」）及第七章（「第三次結集」），講述三次佛教結集的情況，並詳細記載了第二次集結後佛教分裂成十八個部派的情況。
- 第五章（「學派及師資相承」），敍述佛涅槃後的學派及傳承。
- 第六章（「阿育王皈依」），講述阿育王皈依佛教後所進行的一系列弘揚佛教的措施及支持召開佛教第三次結集等情況。
- 第十五章（「遺骨度來」）及第十六章（「接受大菩提樹」），記述佛舍利及菩提樹傳入斯里蘭卡的史实。
- 其餘各章（第八章「各方教化」、第九章「毗闍耶來島」、第十章「阿婆耶灌頂」、第十一章「天愛帝須王灌頂」、第十二章「摩哂陀來島」、第十三章「奉獻大雲林園」、第十四章「接受大寺和支提耶山」、第十七章「摩哂陀入滅」、第十八章「比丘尼教團」、第十九章「阿婆耶木杈伽摩尼」、第二十章「書寫佛典」、第廿一章「諸王事蹟」、第廿二章「以後諸王事蹟」），記述了斯里蘭卡 佛教發展及歷代國王事蹟等等。[5]

## 史料價值

### 斯里蘭卡早期的歷史文獻
《島史》是古代斯里蘭卡歷史的原始史料，後世的一些重要著作，亦取材於這部書。如5世紀末、6世紀初時的佛教長老摩訶那摩（Mahānama），就取材自《島史》的內容，寫成斯里蘭卡另一部重要史詩體文獻《大史》的第一部份。

### 研究早期佛教的重要史料
現代學者經常利用《島史》來研究早期佛教歷史，如《島史》轉載加工了《律藏注疏》中三次佛教結集，又如其中第三次結集記載中收錄了佛涅槃後的學派分化情況，可與北傳佛教的史料相互比較。《島史》介入了摩訶三末多王世系的記載，可與大乘佛教《佛本行集經》有關記載相互比較。
另外，據學者韓廷傑指出，《島史》既是研究佛教歷史的重要典籍，而斯里蘭卡歷代國王的佛教事業史料，主要依靠《島史》得以保存。

### 缺點
《島史》存在的缺點也有不少，包括它的內容有很多重複之處，詳略不當，缺乏連貫，而詩的格律也欠整齊，韓廷傑認為這可能是由於《島史》並非出自一人的手筆所致。由於它的這些缺點，因此後來便有了經過文學加工的《大史》面世。

## 譯本
《島史》從19世紀開始，已被翻譯成英文、日文等版本。而中文譯本，則有台北慧炬出版社出版的韓廷傑譯本。

## 外部連結
- （中文）.   [2008-04-10]. （原始内容存档于2020-10-28）.
- 《島史》英譯本 .
- （英文）. . 1905.
- （英文）.   [2007-12-13]. （原始内容存档于2009-01-31）.